# Paraclinus magdalenae
Paraclinus magdalenae е вид лъчеперка от семейство Labrisomidae. Видът е застрашен от изчезване.

## Разпространение
Разпространен е в Мексико.